# Kute Robel
Kute Robel is een bestuurslaag in het regentschap Aceh Tengah van de provincie Atjeh, Indonesië. Kute Robel telt 240 inwoners (volkstelling 2010).